# Luke Appel
Luke Appel (Marshalltown, ?) is een Amerikaans basketballer.

## Carrière
Appel speelde van 2018 tot 2020 collegebasketbal voor Kirkwood CC en daarna tot in 2024 voor South Dakota State Jackrabbits. Hij werd niet gekozen in de NBA draft van 2024 maar tekende zijn eerste profcontract bij Okapi Aalst in de BNXT League. Begin oktober 2024 verliet hij de club alweer.